# Feniks (album Anna Asti)
| Recensione | Giudizio |
| ---------- | -------- |
| InterMedia | 8/10     |

Feniks (in russo Феникс?) è il primo album in studio della cantante ucraina Anna Asti, pubblicato il 24 giugno 2022 dalla Fenix Music.

## Tracce
Testi e musiche di Dmitrij Loren, eccetto dove indicato.
1. Moja ptička (Intro) – 1:55 (Anna Dzjuba, Dmitrij Loren)
2. Zatmila – 2:51
3. Povelo – 2:53
4. Po baram – 3:58
5. Chimija – 2:38 (Anna Dzjuba, Igor' Luzanov, Konstantin Garbuzjuk, Natal'ja Koval')
6. Sorri – 3:24
7. Chobbi (con Filipp Kirkorov) – 3:25
8. Celueš' druguju – 3:22 (Anna Dzjuba, Artur Prokopčuk, Igor' Luzanov, Konstantin Garbuzjuk)
9. Letaju – 2:57 (Anna Dzjuba, Nikolaj Laptev)
10. Feniks – 3:50
11. Anečka (Bonus Track) – 3:31

## Classifiche
| Classifica (2022-23) | Posizione massima |
| -------------------- | ----------------- |
| Lettonia             | 44                |
| Lituania             | 96                |